# Nowy Dziennik
Nowy Dziennik (phát âm [ˈnɔvɨ ˈdʑɛɲɲik], nghĩa là "nhật báo" ("New Daily", ám chỉ New York)), với phụ đề tiếng Anh là Polish Daily News (Tin tức hàng ngày Ba Lan), là một tờ báo tiếng Ba Lan được xuất bản tại Thành phố New York sáu ngày một tuần, bởi Outwater Media Group, có trụ sở tại Garfield, New Jersey (cho đến tháng 6 năm 2011 bởi Nhà xuất bản Bicentennial).

## Lịch sử
Nowy Dziennik được thành lập vào năm 1971 bởi Bolesław Wierzbiański (1913 – 2003), một nhà báo và là tổng biên tập đầu tiên. Theo thời gian, tờ báo này đã phát triển thành tuần báo tiếng Ba Lan lớn nhất và danh tiếng nhất tại Hoa Kỳ. Tuần báo dành tặng riêng cho cộng đồng người Ba Lan tại Mỹ. Số đầu tiên được phát hành vào ngày 27 tháng 2 năm 1971. Trong số những người sáng lập có: Bolesław Wierzbiański, Rev. Edward Majewski từ Lyndhurst, Bolesław Laszewski từ New York, Rev. Franciszek Palecki từ Philadelphia, Marian Święcicki từ Dunellen, Rev. Michał Zembrzuski từ Doylestown, và Edward Luka từ Garfield. Nowy Dziennik có tất cả các vấn đề được quan tâm bởi cộng đồng ngoại kiều Ba Lan, bao gồm các sự kiện hiện tại ở Ba Lan và nước ngoài, báo chí điều tra, báo cáo toàn diện, bình luận chính trị và các sự kiện văn hóa.

## Tổng biên tập
- Từ năm 1971 đến 2003: Bolesław Wierzbiański
- Từ năm 2003 đến 2008: Barbara Wierzbiańska
- Từ năm 2008 đến 2009: Malina Stadnik
- Từ năm 2009 đến 2011: Tadeusz Kondratowicz